# Paul Gervais (Maler)

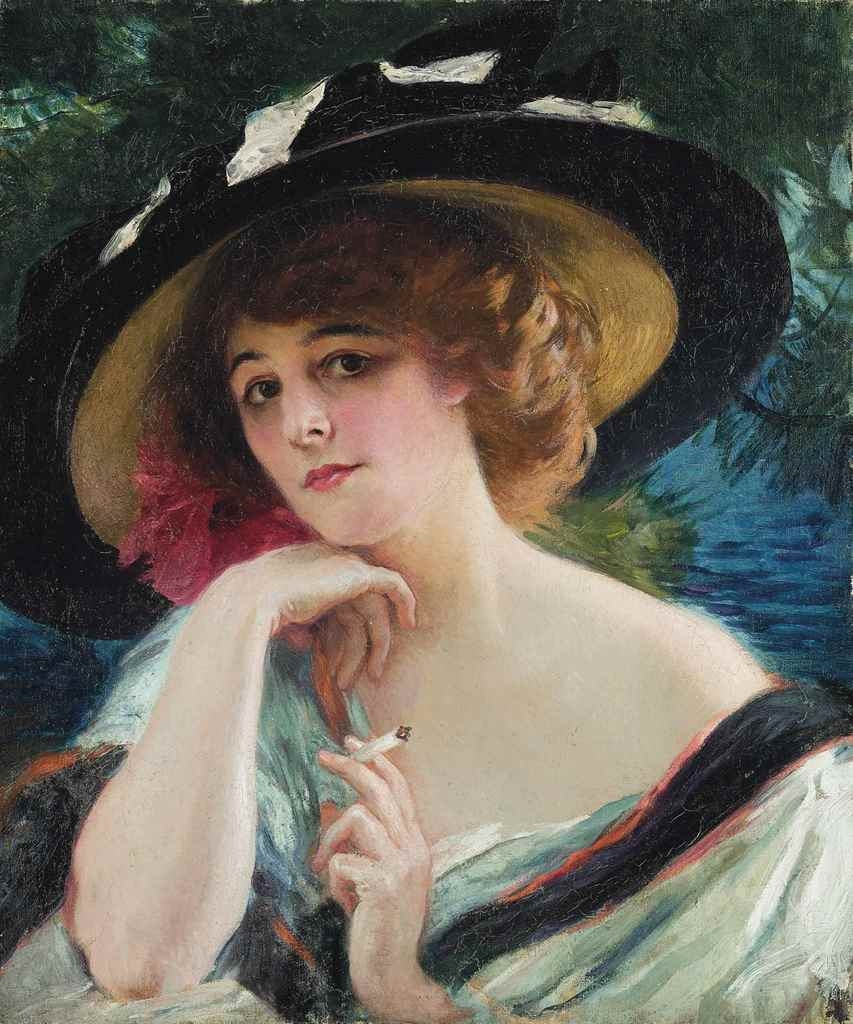
Der verführerische Blick

Jean Louis Paul Gervais (* 7. September 1859 in Toulouse; † 11. März 1944 ebenda) war ein französischer Maler, Plakatkünstler und Freskenmaler.
Paul Gervais studierte 1876 an der École supérieure des beaux-arts de Toulouse und 1879 an der École des beaux-arts de Paris, wo er Schüler von Jean-Léon Gérôme und Gabriel Ferrier war. Er unternahm 1891 eine Studienreise nach Spanien, besuchte Sevilla, Granada, Bilbao, Saragossa, Madrid und Barcelona. In den spanischen Museen studierte er unter anderem Werke von Bartolomé Esteban Murillo, Francisco de Goya, El Greco, Peter Paul Rubens, Antonio Gisbert, Tizian, Diego Velásquez, Pieter Brueghel des Älteren, Juan de Valdés Leal. Den Zeitraum von Februar bis August 1892 verbrachte er in Sevilla und Granada und von September bis Dezember 1892 in Rom.
Als Mitglied des Salon des artistes français, einer jährlich in Paris stattfindenden Kunstausstellung, gewann er zahlreiche Auszeichnungen. Paul Gervais zeigte zwei großformatige Bilder auf der Weltausstellung Paris 1900: „Das Urteil von Paris“ aus dem Jahr 1894 und die „Titania mit dem Esel“ aus dem „Sommernachtstraum“ aus dem Jahr 1897.
Paul Gervais beschäftigte sich hauptsächlich mit der Wandmalerei. Er malte mythologische und allegorische Szenen mit vielen Frauenakten.
Dank der Verwandtschaft mit dem Juristen und Politiker Jules Pams erhielt er einen Auftrag für die Dekoration des Hotels Pams in Perpignan.
Dank der Unterstützung vom Politiker Gaston Doumergue erhielt er mehrere öffentliche Aufträge: für das Gericht von Besançon (1902), das Ministerium für Kolonien (1910, 1914, 1917), die École supérieure de la marine (1924) und den Elysee-Palast. Er schuf auch Wandmalereien in Casinos in Nizza und Monte Carlo.
Für den Hersteller von Zigarettenpapier der Marke JOB schuf er eine Reihe von Werbeplakaten mit Darstellung rauchender Frauen.
1904 unterrichtete er an der Académie Vitti in Paris und wurde Professor an der École des beaux-arts de Paris als Nachfolger von Jean-Léon Gérôme, dann von 1907 bis 1912 an der Académie Julian in Paris.
Paul Gervais wurde 1908 zum Offizier der Ehrenlegion befördert.
Paul Gervais war der Vater des Schriftstellers, Malers und Arztes Albert Gervais (* 1892).